# تكوين الأكسايا
تكوين الأكسايا (بالإسبانية: Formación Oxaya)‏ عبارة عن تكوين جيولوجي في شمال تشيلي مكون من صفائح الاغنمبريت. تشكلت قبل حوالي 25 إلى 19 مليون سنة في أواخر العصر الأوليغوسيني والعصر الميوسيني المبكر. يتم تشكيل الأكسايا تشكيل بواسطة الطية المحدبة أكسايا.